# Urophora mamarae
Urophora mamarae
 es una especie de insecto del género Urophora de la familia Tephritidae del orden Diptera. 
Friedrich Georg Hendel lo describió científicamente por primera vez en el año 1914.